# Tehuagco
Tehuagco är en ort i Mexiko.   Den ligger i kommunen Tlatlauquitepec och delstaten Puebla, i den sydöstra delen av landet, 180 km öster om huvudstaden Mexico City. Tehuagco ligger 1 264 meter över havet och antalet invånare är 482.
Terrängen runt Tehuagco är kuperad söderut, men norrut är den bergig. Runt Tehuagco är det tätbefolkat, med 343 invånare per kvadratkilometer. Närmaste större samhälle är Teziutlan, 16,1 km sydost om Tehuagco. Omgivningarna runt Tehuagco är en mosaik av jordbruksmark och naturlig växtlighet.